# Belgisch-Russische betrekkingen
Onder de Belgisch-Russische betrekkingen worden de internationale betrekkingen tussen België en Rusland verstaan. Beide landen zijn leden van de Organisatie voor Veiligheid en Samenwerking in Europa.
België heeft een ambassade in Moskou en een consulaat-generaal in Sint-Petersburg. Rusland heeft op zijn beurt een ambassade in Brussel en een consulaat-generaal in Antwerpen.

## Landenvergelijking
|                 | België                     | Rusland            |
| --------------- | -------------------------- | ------------------ |
| Bevolking       | 11.720.716 (2020)          | 141.722.205 (2020) |
| Oppervlakte     | 30.528 km²                 | 17.098.246 km²     |
| Dichtheid       | 383,9/km² (2020)           | 8,3/km² (2020)     |
| Hoofdstad       | Brussel                    | Moskou             |
| Regeringsvorm   | Federale monarchie         | Federale republiek |
| Officiële talen | Nederlands, Frans en Duits | Russisch           |

## Geschiedenis
Hoog diplomatiek contact ontstond in het begin van de 18e eeuw toen Peter de Grote in 1717 de Zuidelijke Nederlanden bezocht. Hij bezocht plaatsen als Brussel, Spa en Aken. Diplomatieke relaties tussen België en het Russische Rijk ontstonden in 1853, toen Mikhail Irineyevich Khreptovich de eerste Russische ambassadeur in België werd.

## Transport
Vanaf Brussel is het mogelijk om rechtstreeks naar Moskou te vliegen. Met Aeroflot naar Luchthaven Sjeremetjevo en met  Brussels Airlines naar Luchthaven Domodedovo. Ook vliegt Brussels Airlines naar Sint-Petersburg.